# Gerry Hayes
Gerry Hayes (* 23. August 1934 in Frankfurt am Main als Günter Hess; † 1. November 2020 in München) war ein deutsch-amerikanischer Musiker (Vibraphon, Schlagzeug, auch Piano, Gesang) des Swing, Mainstream und Modern Jazz.

## Leben
Hayes lebte nach einer klassischen Ausbildung an Klavier und Schlagzeug als Jugendlicher in New York City, wo er mit der Jazzszene in Berührung kam. Zurück in Europa arbeitete er als Schlagzeuger in Bigbands, die die US-Soldaten-Clubs bespielten und ging dann nach Paris, wo er 1960 seine eigene Band gründete. Er war in Europa, Nordafrika und dem Libanon mit eigenen Gruppen auf Tournee und spielte mit Inge Brandenburg, Nancy Wilson und Diana Ross. Er war an Musiksendungen in Funk und Fernsehen beteiligt und wirkte 1968 als Schauspieler im 1969 erschienenen Kinofilm Das Go-Go-Girl vom Blow-Up mit. Im Jahr 1970 erschien bei Disques Vogue die Single Soulgirl (Philly Dog) / Soulcity.
Seit 1980 war Hayes in München auch als Gastronom tätig und führte Jazzlokale wie das „Gerry's Music Corner“ am Feilitzsch Platz in Schwabing, „Gerry's im Lehel“ und ab 1983 (an verschiedenen Standorten) das „Allotria“. Er spielte mit seiner „Big Band Swing“, seiner „Swing Explosion“ mit Charly Antolini und dem „Modern Swing Quartet“. Aufgrund einer chronischen Lungenerkrankung konnte er in den letzten Lebensjahren nicht mehr auftreten.

## Diskographische Hinweise
- Otto Weiss, Gerry Hayes, Roy Crimmins, Rainer Sander, Milan Pilar, Freddy Brocksieper Swinging Jazz in Schwabing (Lentner’sche Buchhandlung 2007, rec. 1981)
- Swing Explosion (Bell 1994/Jeton 1999, mit Charly Höllering, Thilo Wagner, Karsten Gnettner, Charly Antolini)
- The Swinging Voice (1987)
- Soultime: Soulcity / Soulgirl  (Palettenrecords 1967)
- Go-go-girl / Flowerbird   (Cornet 1967)